# ميلينكو كوفاتشيفيتش
ميلينكو كوفاتشيفيتش هو لاعب كرة قدم صربي في مركز الوسط، ولد في 6 نوفمبر 1963 في شاباتس في صربيا. لعب مع راد بيوغراد ونادي أبولون سميرني ونادي أيك لارنكا ونيا سلاميس فاماغوستا.